# Campos (Aliaga)
Campos es una localidad española perteneciente al municipio de Aliaga, en las Cuencas Mineras, en la provincia de Teruel, Aragón.

## Geografía
Campos es un lugar completamente rural, situado en un pequeño collado situado a 1323 m de altura. Accesible por carretera desde la A-2403, entre Aliaga y Aldehuela. Es un núcleo completamente rural y un caserío bastante antiguo, a la que hace tiempo, fue un antiguo municipio de Teruel, actualmente, convertido en una pedanía. Su población es de 17 habitantes.

## Demografía
| Gráfica de evolución demográfica de Campos (municipio) entre 1842 y 1970 |
| |
| Entre el censo de 1970 y el de 1981 este municipio desaparece porque se integra en el municipio 44017 (Aliaga). Población de derecho según los censos de población del INE. Población de hecho según los censos de población del INE. |

## Arquitectura civil y religiosa
En monumentos religiosos, se encuentra la iglesia parroquial dedicada a la Purísima Concepción, que es del estilo barroco y data del siglo XVII. En un cerro al N del lugar, se encuentra la ermita de Santa Ana, actualmente en ruinas y que data de la misma época que la iglesia parroquial.
Antiguamente, fue un municipio de Teruel; el que fue el edificio del ayuntamiento sigue en pie, frente un olmo grande y alto, siento otro de los puntos de interés del pueblo

## Entorno natural
La pedanía de Campos, tiene un bello entorno natural muy importante en la zona. Se divide en dos zonas, la Hoya y el Valle
La Hoya está al S del pueblo, donde se encuentra una vieja mina y el cementerio del pueblo. 
El Valle está al N, y es la zona natural más interesante de la pedanía, formado por un extenso valle formado por el río Campos, importante afluente del río Guadalope. A partir de otros valles secundarios que forma a partir de varios pequeños afluentes de este pequeño río. Más al N, se asienta una sierra que hace de límite con el municipio de Palomar de Arroyos, donde se asienta el parque eólico de Fuenfresca.